# Postmodern feminism
Postmodern feminism är en riktning inom feminismen som inkorporerar postmodern och poststrukturalistisk teori, och därmed ser förbi det modernistiska motsatsförhållandet mellan liberalfeminism och radikalfeminism.
Feministiska tänkare i den postmoderna traditionen bygger på poststrukturalistiska idéer om språk, vad kunskap är och hur vi får tillgång till kunskap. Detta innebär att postmodern feminism riktar in sig på hur kunskap och mening om kön och makt skapas genom språket och det kulturella sammanhanget. Mer specifikt innebär det en syn på att begreppet "kvinna" är en språklig konstruktion som inte har någon grund i verkligheten.
Kända postmoderna feminister:
- Judith Butler
- Julia Kristeva
- Gayatri Chakravorty Spivak
- Luce Irigaray
- Hélène Cixous